# Valladolid (Aguascalientes)
Valladolid es una localidad del estado mexicano de Aguascalientes. Es parte del municipio de Jesús María.

## Demografía
| Gráfica de evolución demográfica |
|                                  |

| Censo | Población |
| ----- | --------- |
| 1900  | 169       |
| 1910  | 431       |
| 1921  | 367       |
| 1930  | 294       |
| 1940  | 386       |
| 1950  | 507       |
| 1960  | 677       |
| 1970  | 839       |
| 1980  | 1 273     |
| 1990  | 1 651     |
| 2000  | 1 515     |
| 2010  | 1 411     |
| 2020  | 1 348     |